# Saint-Quentin-sur-Nohain
Saint-Quentin-sur-Nohain är en kommun i departementet Nièvre i regionen Bourgogne-Franche-Comté i de centrala delarna av Frankrike. Kommunen ligger i kantonen Pouilly-sur-Loire som tillhör arrondissementet Cosne-Cours-sur-Loire. År 2022 hade Saint-Quentin-sur-Nohain 98 invånare.

## Befolkningsutveckling
Antalet invånare i kommunen Saint-Quentin-sur-Nohain
| Referens: INSEE |